# Acalypha linearifolia
Acalypha linearifolia é uma espécie de flor do gênero Acalypha, pertencente à família Euphorbiaceae.